# Simone d'Avène
Simone d'Avène, née Marie Simone Renaud d'Avène des Méloizes à Chartres le 18 avril 1903 et morte le 27 octobre 1996 à Saint-Malo, est une dessinatrice et peintre française.

## Biographie
Simone d'Avène s'est spécialisée dans l'illustration. Elle expose dès 1926 à la Société des humoristes dont elle est membre et depuis 1919 à l'Union des femmes peintres et sculpteurs. En 1927, elle expose également au Cercle de la Librairie.
On lui doit de nombreuses illustrations d'albums pour enfants tels que : Récits des temps bibliques, Les aventures de Pierrette, Les Rêves de Bébé, Douze chansons de Bon Ton...
Son Théâtre de marionnettes de la Société des Humoristes obtint un important succès.